# Cyclacanthina
Cyclacanthina är ett släkte av fjärilar. Cyclacanthina ingår i familjen vecklare.
Kladogram enligt Catalogue of Life:
| Cyclacanthina | \| \| Cyclacanthina episema \| \| \| \| \| \| Cyclacanthina negligens \| \| \| \| |
|               | \| \| Cyclacanthina episema \| \| \| \| \| \| Cyclacanthina negligens \| \| \| \| |
|               | Cyclacanthina episema                                                             |
|               |                                                                                   |
|               | Cyclacanthina negligens                                                           |
|               |                                                                                   |